# 天奴·安祖連
法斯天奴·阿德保拿·拉舒·安祖連 （英語：Faustino Adebola Rasheed Anjorin，2001年11月23日—）是一名英格蘭職業足球員，司職中場，現效力於意甲球隊拖連奴（安玻里外借）。

## 球會生涯

### 車路士
安祖連於英超球會車路士的青訓學院開始足球生涯。2018年11月28日，安祖連與車路士簽下了首張職業合約。
2019年9月25日，安祖連於對陣英乙甘士比的聯賽盃比賽中上演生涯地標戰，協助球隊以7–1勝出。2020年3月8日，安祖連在對陣愛華頓的比賽中後備入替韋利安，為他的英超地標戰。同年12月8日，安祖連於對陣卡斯洛達的歐聯小組賽比賽中正選上陣，賽事最終比數為1–1賽和。

#### 外借
2021年9月2日，安祖連被外借到俄超球會莫斯科火車頭，為期一季，並附有買斷選項。同年9月16日，他於對陣馬賽的歐霸盃賽事中入球，協助球隊以1–1逼和對手。安祖連於2021年11月的一次訓練中腳骨骨折，他的外借亦因他受傷而於2022年1月30日提早終止。
2022年1月31日，英冠球會哈特斯菲宣布借入安祖連至季尾，他的外借於同年7月22日被延長一季。2022年12月，哈特斯菲宣布安祖連將進行腳踝手術。
2023年8月31日，安祖連被外借到英甲球隊樸茨茅夫至季尾。

### 安玻里
2024年8月29日，意甲球隊安玻里宣布簽入安祖連，他簽下一紙為期三年的合約。

## 國家隊生涯
於英格蘭出生的安祖連父親為尼日利亞人，因此他同時能代表英格蘭和尼日利亞參與國際賽事。
於2018年至2019年期間，安祖連曾代表英格蘭的U17、U18、U19青年隊。
2021年10月7日，安祖連於對陣意大利U20的1–1和局中首次為英格蘭U20上陣。

## 生涯統計
最後更新：2022年9月17日
| 效力球會             | 球季     | 聯賽     | 聯賽 | 聯賽 | 國家盃賽 | 國家盃賽 | 聯賽盃賽 | 聯賽盃賽 | 歐洲賽 | 歐洲賽 | 其他 | 其他 | 總計 | 總計 |
| 效力球會             | 球季     | 聯賽     | 上陣 | 入球 | 上陣     | 入球     | 上陣     | 入球     | 上陣   | 入球   | 上陣 | 入球 | 上陣 | 入球 |
| -------------------- | -------- | -------- | ---- | ---- | -------- | -------- | -------- | -------- | ------ | ------ | ---- | ---- | ---- | ---- |
| 車路士               | 2019–20  | 英超     | 1    | 0    | 0        | 0        | 1        | 0        | 0      | 0      | —    | —    | 2    | 0    |
| 車路士               | 2020–21  | 英超     | 0    | 0    | 2        | 0        | 0        | 0        | 1      | 0      | —    | —    | 3    | 0    |
| 車路士               | 總計     | 總計     | 1    | 0    | 2        | 0        | 1        | 0        | 1      | 0      | 0    | 0    | 5    | 0    |
| 莫斯科火車頭（外借） | 2021–22  | 俄超     | 7    | 0    | 0        | 0        | —        | —        | 2      | 1      | —    | —    | 9    | 1    |
| 哈特斯菲（外借）     | 2021–22  | 英冠     | 7    | 1    | 1        | 0        | —        | —        | —      | —      | —    | —    | 8    | 1    |
| 哈特斯菲（外借）     | 2022–23  | 英冠     | 8    | 2    | 0        | 0        | 1        | 0        | —      | —      | —    | —    | 9    | 2    |
| 哈特斯菲（外借）     | 總計     | 總計     | 15   | 3    | 1        | 0        | 1        | 0        | 0      | 0      | 0    | 0    | 17   | 3    |
| 樸茨茅夫（外借）     | 2023–24  | 英甲     | 12   | 1    | 1        | 0        | 0        | 0        | —      | —      | 1    | 1    | 14   | 2    |
| 生涯總計             | 生涯總計 | 生涯總計 | 23   | 3    | 3        | 0        | 2        | 0        | 3      | 1      | 0    | 0    | 31   | 4    |

1. ↑  於歐冠賽事上陣。
2. ↑  於歐霸盃賽事上陣。
3. ↑  於英格蘭足球聯賽錦標賽賽事上陣。

## 榮譽
車路士
- 欧洲冠军联赛：2020–21[18]

## 外部連結
- Profile （页面存档备份，存于） at the Chelsea F.C. website
- worldfootball.net：天奴·安祖連之統計數據 （英文）
- 足球数据库：Faustino Anjorin的球员统计数据